# Sarah Blaffer Hrdy
Sarah Blaffer Hrdy (ur. 11 lipca 1946) – amerykańska antropolog i prymatolog; zwolenniczka psychologii ewolucyjnej i socjobiologii.

## Wybrane publikacje
- The Black-man of Zinacantan: A Central American Legend. The Texas Pan American, Series. Austin: University of Texas Press, 1972
- The Langurs of Abu: Female and Male Strategies of Reproduction. Cambridge 1977: Harvard University Press
- The Woman that Never Evolved. Cambridge 1981: Harvard University Press. (Przez New York Times Book Review wybrana jako jedna z książek roku w dziedzine naukowej)
- (Hausfater, G. and S. Hrdy, eds.) Infanticide: Comparative and Evolutionary Perspectives. New York 1984: Aldine Publishing Co.
- Mother Nature: A history of mothers, infants and Natural Selection New York 1999: Pantheon.
- The Past, Present, and Future of the Human Family, 2001
- Mothers and Others: The Evolutionary Origins of Mutual Understanding Cambridge 2009: Harvard University Press.

## Tłumaczenia na j. polski
- Kobieta, której nigdy nie było, Warszawa 2005, Wydawnictwo CiS (The Woman that Never Evolved 1981)
- Matki i inni. Emocjonalna ewolucja człowieka, Warszawa 2023, Wydawnictwo Mamania (Mothers and Others. The Evolutionary Origins of Mutual Understanding 2009)